# شورای طراحی آلمان
شورای طراحی آلمان (به انگلیسی: German Design Council) یک سازمان غیرانتفاعی با هدف نمایندگی از منافع شرکت‌های آلمانی متمرکز بر طراحی است. این بنیاد امروزه بیش از ۳۰۰ عضو در صنعت، طراحی، انجمن‌ها و موسسات دارد.

## تاریخچه
شورای طراحی آلمان در پی انتقاد شدید از ارائۀ محصولات آلمانی دورۀ پس از جنگ در نمایشگاه تجاری صادرات نیویورک در سال ۱۹۴۹ میلادی تأسیس شد. بر اساس پیشنهاد حزب سوسیال دموکرات (اس‌پی‌دی)، بوندستاگ آلمان تصمیم به ایجاد یک شورای مستقل برای توسعۀ طراحی گرفت. این شورا در سال ۱۹۵۳ میلادی با عنوان «رَت فور فورمگِبونگ» در قالب یک بنیاد غیرانتفاعی با وظیفۀ صریح حمایت از صنعت آلمان در توسعۀ طراحی به عنوان یک عامل اقتصادی و فرهنگی تأسیس شد. از آن زمان تاکنون شورا وظایف خود را با برگزاری نمایشگاه‌ها، مسابقات و کنفرانس‌ها، تولید نشریات و ارائه مشاورۀ راهبردی انجام داده‌ است. لوگوی شورای طراحی آلمان در سال ۱۹۶۰ میلادی توسط طراح گرافیک آنتون اشتانکوفسکی (۱۹۰۶–۱۹۹۸) ایجاد شد. شورای طراحی آلمان رویکرد طراحی متمرکز بر خلق ارزش‌های فرهنگی و اقتصادی را دنبال می‌کند. همان‌ طور که در قطعنامۀ بنیادی بوندستاگ آلمان فرموله شده‌ است، جلسۀ اعضای بنیاد به عنوان بستری برای ارتباط تمامی افراد درگیر در فرآیند طراحی عمل می‌کند.

## فعالیت‌ها (منتخب)
- از سال ۱۹۶۹ تا ۲۰۰۱: گوته فورم (طراحی خوب)، ارائه شده از طرف وزارت اقتصاد فدرال آلمان.
- از ۲۰۰۲ تا ۲۰۱۲: جایزۀ طراحی جمهوری فدرال آلمان (جایزۀ طراحی آلمانی) که از طرف وزارت اقتصاد فدرال آلمان ارائه شد.
- از سال ۲۰۱۲: جوایز طراحی آلمان.[۵]
- از سال ۲۰۱۳: جوایز نمادین.[۶]
- از سال ۲۰۱۶: جوایز برند آلمانی.
- از سال ۲۰۰۹: کنگرۀ برند و طراحی آلمان.
- کتابخانه.